# Jean Bertrand (ingénieur du son)
Pour les articles homonymes, voir Jean Bertrand et Bertrand.
Jean Bertrand est un ingénieur du son français, actif du milieu des années 1940 aux années 1960.

## Biographie
Jean Bertrand est actif comme ingénieur du son dans le cinéma français entre les années 1940 et la fin des années 1960. Il participe à plus de 50 films, couvrant des genres variés (comédie, drame, policier).
Il collabore avec des réalisateurs tels que Sacha Guitry, Marcel Carné et Pierre Étaix, Gilles Grangier ou encore Jean Giono, participant notamment à l’enregistrement sonore en plateau et au mixage final.
Parmi les productions françaises majeures auxquelles il contribue, on peut citer :
- La Cuisine au beurre (1963) de Gilles Grangier — grand succès populaire avec Fernandel et Bourvil, réunissant plus de 6 millions de spectateurs source ;
- Le Soupirant (1963) et Yoyo (1965) de Pierre Étaix — comédies burlesques saluées pour leur inventivité sonore et visuelle, sélectionnées dans de nombreux festivals internationaux ;
- Tu m'as sauvé la vie (1951) et Assassins et voleurs (1957) de Sacha Guitry — films de dialogues brillants où le son joue un rôle essentiel pour la diction et la musicalité verbale ;
- Le Grand Amour (1969) — œuvre poétique de Pierre Étaix mêlant réalisme et onirisme, avec un usage inventif des bruitages et silences ;
- Le Pays d'où je viens (1956) de Marcel Carné — film musical avec Gilbert Bécaud, alliant performance vocale et narration sentimentale.

## Filmographie

### Années 1940
- 1946 : La Foire aux chimères de Pierre Chenal
- 1946 : La Tentation de Barbizon de Jean Stelli
- 1947 : La Cité engloutie, court métrage d'Adolphe Sylvain
- 1948 : L'Armoire volante de Carlo Rim
- 1949 : Du Guesclin de Bernard de Latour
- 1949 : Je n'aime que toi de Pierre Montazel

### Années 1950
- 1950 : Agnès de rien de Pierre Billon
- 1950 : Pas de week-end pour notre amour de Pierre Montazel
- 1951 : Tu m'as sauvé la vie de Sacha Guitry
- 1951 : Les Petites Cardinal de Gilles Grangier
- 1951 : Piédalu à Paris de Jean Loubignac
- 1952 : Bille de clown de Jean Wall
- 1952 : Piédalu fait des miracles de Jean Loubignac
- 1952 : Le Costaud des Batignolles de Guy Lacourt
- 1953 : Une nuit à Megève de Raoul André
- 1953 : Les Amoureux de Marianne de Jean Stelli
- 1953 : La Route du bonheur de Maurice Labro et  Giorgio Simonelli
- 1954 : Coup dur chez les mous de Jean Loubignac
- 1955 : Boulevard du crime de René Gaveau
- 1955 : Fantaisie d'un jour de Pierre Cardinal
- 1955 : Nagana de Hervé Bromberger
- 1956 : Le Pays d'où je viens de Marcel Carné
- 1957 : Assassins et voleurs de Sacha Guitry
- 1957 : Le Colonel est de la revue de Maurice Labro
- 1957 : Bonjour jeunesse de Maurice Cam
- 1957 : Isabelle a peur des hommes de Jean Gourguet
- 1958 : Le Piège de Charles Brabant
- 1958 : Taxi, roulotte et corrida de André Hunebelle
- 1958 : La P... sentimentale de Jean Gourguet

### Années 1960
- 1960 : Amour, autocar et boîtes de nuit de Walter Kapps
- 1960 : Crésus de Jean Giono
- 1960 : Candide de Norbert Carbonnaux
- 1961 : Ça va être ta fête de Pierre Montazel
- 1961 : Cocagne de Maurice Cloche
- 1961 : Dynamite Jack de Jean Bastia
- 1962 : En plein cirage de Georges Lautner
- 1962 : La Salamandre d'or de Maurice Régamey
- 1962 : Les Démons de minuit de Marc Allégret et Charles Gérard
- 1962 : L'assassin est dans l'annuaire de Léo Joannon
- 1963 : Le Voyage à Biarritz de Gilles Grangier
- 1963 : Blague dans le coin de Maurice Labro
- 1963 : Le Soupirant de Pierre Étaix
- 1963 : La Cuisine au beurre de Gilles Grangier
- 1963 : Le Bon Roi Dagobert de Pierre Chevalier
- 1964 : Relaxe-toi chérie de Jean Boyer
- 1965 : Yoyo de Pierre Étaix
- 1966 : Tant qu'on a la santé de Pierre Étaix
- 1967 : Le Vicomte règle ses comptes de Maurice Cloche
- 1968 : L'Homme à la Buick de Gilles Grangier
- 1969 : La Pince à ongles, court métrage de Jean-Claude Carrière
- 1969 : Le Grand Amour de Pierre Étaix